# 3791 Marci
3791 Marci è un asteroide della fascia principale. Scoperto nel 1981, presenta un'orbita caratterizzata da un semiasse maggiore pari a 2,8835648 UA e da un'eccentricità di 0,0664687, inclinata di 1,28828° rispetto all'eclittica.